# Live at Kelvin Hall
Live at Kelvin Hall is een livealbum van de Britse rockband The Kinks uit 1968.
Het concert is opgenomen in de Kelvin Hall in Glasgow.

## Tracks
- "Till the End of the Day"
- "A Well Respected Man"
- "You're Looking Fine"
- "Sunny Afternoon"
- "Dandy"
- "I'm on an Island"
- "Come on Now"
- "You Really Got Me"
- "Medley": "Milk Cow Blues"/"Batman Theme"/"Tired of Waiting for You"

Opnamen: 1 april 1967.
Mick Avory · Dave Davies · Ray Davies

John Dalton · Gordon Edwards · Ian Gibbons · John Gosling · Bob Henrit · Andy Pyle · Pete Quaife · Jim Rodford